# متسانا
متسانا (به ایتالیایی: Mezzana) یک کومونه در ایتالیا است که در ترنتینو واقع شده‌است.

## خصوصیات
متسانا ۲۷٫۳ کیلومترمربع مساحت و ۸۷۳ نفر جمعیت دارد و ۹۴۷ متر بالاتر از سطح دریا واقع شده‌است.